# 국회방송
국회방송(國會放送, 영어: National Assembly Television)은 대한민국 국회가 운영하는 대한민국의 텔레비전 채널이다.

## 특징
광고방송(상업광고방송)을 하지 않았던 채널이다.

## 연혁
- 1988년 6월 1일: 국회의사중계 방송을 위해 국회법에 근거 마련
- 1991년 12월 1일: 국회에서의 중계방송 등에 관한 규칙 제정
- 1992년 10월 1일: 국회운영위원회 방송심의 소위원회 구성
- 1993년 3월 1일: 국회 의사중계방송에 대한 기본계획 수립
- 1994년 9월 1일: 국회 의사중계방송에 따른 공청회 개최
- 1995년 5월 1일: 국회방송시설 준공식 거행 및 국회 구내 시험방송
- 1998년 10월 1일: 제198회 국회 예산결산특별위원회 대국민 생중계 실시
- 2002년 11월 1일: 국회방송 전용채널 확보, 운용방안 연구팀(TFT)운영
- 2003년 9월 1일: 국회운영위원회, 국회방송 전용채널 확보의 건 승인, 방송채널 사용사업자(PP) 및 공공채널 지정 신청
- 2003년 10월 1일: 방송위원회 PP 등록증 교부
- 2003년 12월 1일: 방송위원회 공공채널 선정
- 2004년 5월 24일: 시험 방송 및 정식 개국
- 2010년 11월 1일: 24시간 방송 개시
- 2013년 1월 1일: 고선명 텔레비전 방송 개시.

## 케이블 번호
- 지역 SO마다 채널번호가 다르다.

## 프로그램
- 국회라이브 1
- 국회라이브 6
- 뉴스 945
- 5분 시사고전
- 국회 생생토크
- 국회의원 25시
- 국회의정 중계방송
- 새법률 산책
- 생방송 국회투데이 브리핑
- 오늘의 의정사
- 의정 이슈와 논점
- 의정 하이라이트
- 입법예고 의원에게 듣는다
- 정치명언 그 시대를 말하다
- 토요 국회토론
- 투데이 의정뉴스
- 희망인터뷰 300인과의 만남
- 국회는 지금
- 현대사 산책 순간
- 100대 민족문화상징
- BBC 역사드라마
- BBC 자연다큐 - 생명의 비밀
- NATV 특선다큐
- NATV 특선영화
- NOVA 미래과학 - 또 하나의 세상
- 걷고 싶은길 산티아고 길을 가다
- 고교서바이벌 토론왕
- 꼭 가봐야 할 세상의 그곳
- 끝나지 않은 비극 태평양 전쟁
- 낭만한국
- 다문화가족 박물관에 가다
- 다큐프라임
- 다큐플러스
- 대하드라마 - 나폴레옹 보나파르트
- 로마제국의 탄생과 몰락
- 리얼스토리 희망을 향한 도전
- 마음으로 섬을 품다
- 맛있는 커피이야기
- 생명의 강 아프리카를 가다
- 생명탐사 세계의 자연유산
- 성공시대 글로벌 코리안
- 세계 7대 불가사의 피라미드의 비밀
- 세계테마기행
- 순간포착 재난의 - 현장
- 신비의 세계 - 바다
- 엘리트스포츠의 세계
- 역사의 반전 격동의 순간
- 요리조리 맛기행 - 세계의 음식
- 우리 땅 숨은그림 - 오지
- 우리시대 멘토를 만나다
- 유럽예술기행 - 미로
- 인간과 동물의 공존
- 임현식의 장터사람들
- 전설의 길을 따라서
- 전설의 할리우드 스타
- 중국도시기행 - 차이나하오
- 지구촌 축제기행
- 7분 다큐
- NATV 명화극장
- 내셔널 지오그래픽 야생의 세계
- 발굴 스토리
- 세계미술산책
- 벤자민의 맛있는 여행
- 위대한 대자연
- 한국사 탐
- 희망특강 36.5

## 같이 보기
- KBS 제1FM
- KBS 제2FM
- OBS 라디오
- Gugak FM

## 특이 사항
- 국회의사 중계 시에는 정규 프로그램의 결방될 수 있다.